# Tiongui
Tiongui è un comune rurale del Mali facente parte del circondario di Kolondiéba, nella regione di Sikasso.